# Almerico Meomartini

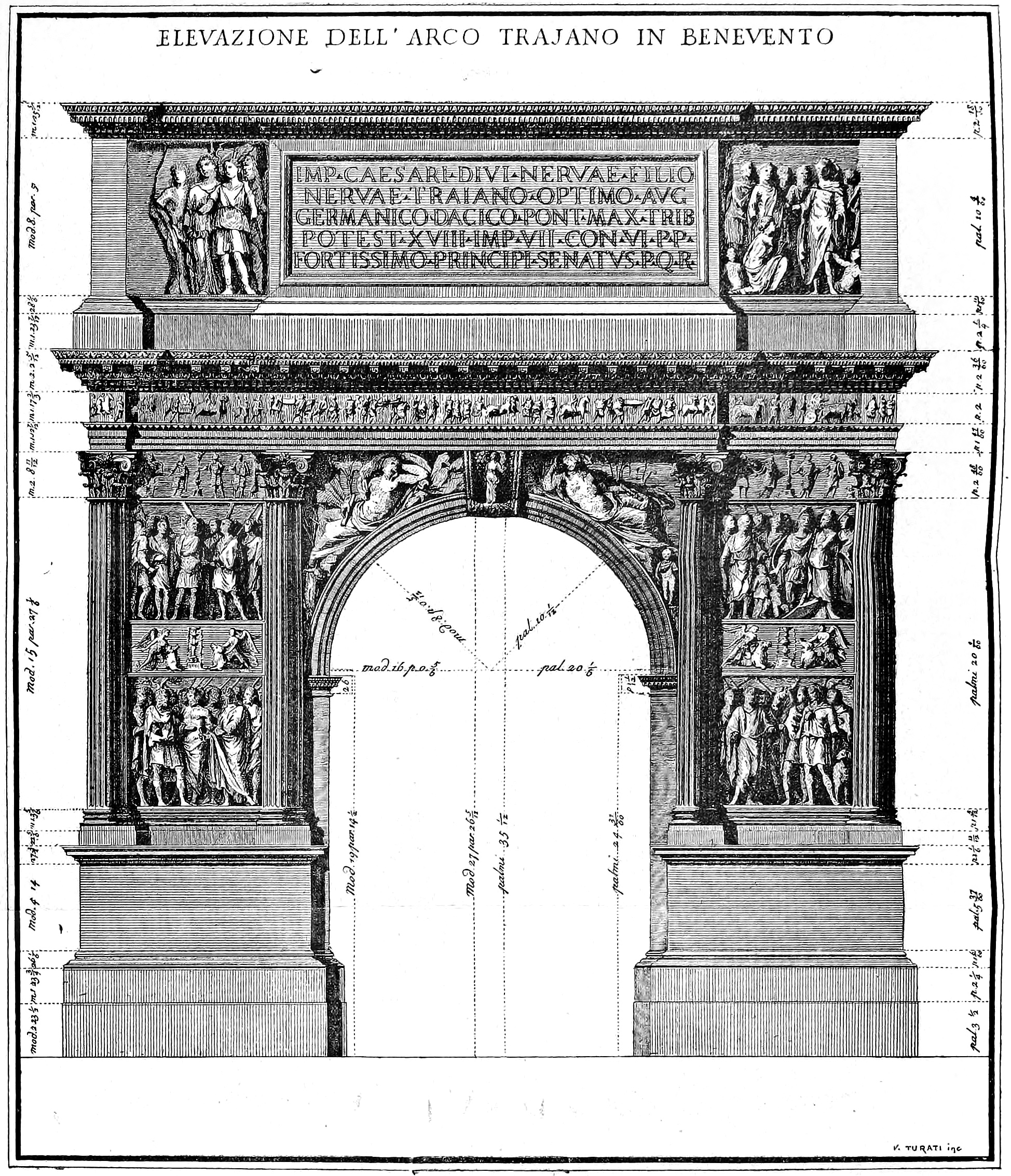
Immagine del testo I monumenti e le opere d'arte della città di Benevento scritto da Almerico Meomartini

Almerico Meomartini (Reino, 3 marzo 1850 – Benevento, 11 aprile 1923) è stato un architetto, archeologo, scrittore e politico italiano.

## Biografia e attività professionale
Appartenente a una nobile e facoltosa famiglia, era figlio del grand'ufficiale Giuseppe Nicola - un ricco proprietario terriero, attivo in politica nel Consiglio Provinciale e sindaco di Reino -  e di Luisa Giampietro di distinto casato di San Marco dei Cavoti. Dei suoi ben otto fratelli, invece, Alfonso Meomartini fu avvocato e giornalista, mentre Francesco Saverio fu magistrato e, infine, il cugino Pasquale Meomartini,  generale e sottosegretario alla Guerra.
Allevato in questa grande famiglia residente tra Reino e Colle Sannita, compì poi gli studi a Benevento anche privatamente sotto la guida dell'eminente bibliofilo Mons. Paolo Schinosi (1827 - 1921) - futuro Vescovo di Gaza e Arcivescovo titolare di Marcianopoli - successivamente si laureò in Ingegneria presso l'Università di Napoli nel 1875.
Fissata stabile dimora a Benevento, vi esercitò la professione di ingegnere e architetto e, nonostante fosse privo di un avambraccio a causa di un incidente di caccia, lavorò alacremente contribuendo alla modernizzazione dello stile architettonico locale nei primi anni postunitari (v. alla voce Opere) quando intervenne nel rinnovamento urbanistico beneventano con una singolare fusione di stili dal neoclassico ai contemporanei liberty ed eclettico-revivalistico.
Non meno importante la sua attività come archeologo: Ispettore del Monumenti e Scavi dal 1889, fu membro della Commissione Consultiva Conservatrice dei Monumenti (1909) ne divenne presidente nel 1911, meritando per la sua opera il plauso del Direttore Generale per le antichità e le Belle Arti, Giuseppe Fiorelli, il quale invitò tutti i funzionari ad imitarne lo zelo; propose tra l'altro una legge che permettesse al Governo l'iscrizione d'ipoteca sui fondi in cui esistano resti archeologici e suggerì di porre iscrizioni lapidee e ricordi nei siti dove fossero avvenute scoperte di ruderi e di antichità.
Fattivamente impegnato sul campo oltre che in ambiti istituzionali, Meomartini condusse studi, ricerche e saggi archeologici nel Sannio e soprattutto provvide a proprie spese ai primi scavi del teatro romano di Benevento, atti a provare che - contrariamente all'opinione di autorevolissimi studiosi - i ruderi nella zona detta dei Grottoni di Mappa non appartenevano a un anfiteatro.  Poiché le sue tesi erano viste con sospetto, non esitò a finanziare e a condurre tenacemente l'opera di scavo e ricognizione per conto proprio, impiegandovi gran parte delle proprie sostanze.
Catalogando e riordinando innumerevoli reperti di epoca romana e longobarda, fondò inoltre nel 1893 il nucleo originario del Museo del Sannio di cui fu primo direttore.
Studioso coltissimo, fu socio di molte accademie scientifiche, artistiche, letterarie e numismatiche e nel 1893 divenne Socio ab epistulis inter viros eximios et de litteris monumentis quaetatis antiquae dell'Istituto Archeologico Germanico,  con sedi in Berlino, Roma e Atene.
Pubblicò articoli su svariate riviste, tra cui «Arte e Storia» di Firenze e per la R. Accademia dei Lincei, e fu altresì autore di svariati saggi storico-artistici.
Riposa a Benevento, città ove sono custoditi anche manoscritti e disegni, donati al Museo del Sannio e Biblioteca Provinciale (Fondo Meomartini) dalla moglie e dal nipote cavalier Giuseppe Meomartini.
Aveva sposato la signora Celeste Parenti (di nobile famiglia di Ceppaloni e sorella del celebre naturalista Onofrio) dalla quale non ebbe figli. Il suo nome venne imposto al pronipote, figlio del nipote Giuseppe, che ne seguì le orme. Almerico Meomartini Junior, infatti -  nato a Benevento il 24 aprile del 1922 e morto ad Arenzano (Genova) il 15 aprile 2014 - fu ingegnere, general manager della Sae - Società Anonima Elettrificazione, e progettista di impianti elettrici ad alta tensione in Thailandia e molti altri paesi del mondo.

## Opere
- Ampliamento del Corso Garibaldi a Benevento - dal 1875
- Palazzi in Corso Garibaldi a Benevento (Carrano, Palombi).
- Casa Capaldi  già Cosentini e già del Duca Matino a Porta Gloriosa (Benevento) .1890
- Ampliamento del Seminario Arcivescovile di Benevento in Corso Garibaldi.
- Palazzo Meomartini a Benevento, edificato su committenza di Gennaro Meomartini, consigliere provinciale e suo congiunto, in stile eclettico per la facciata su Corso Garibaldi e neoclassico per il prospetto  in Piazza Dogana.
- Tombe in stile neoclassico degli arcivescovi Bonazzi (1915) e Siciliano di Rende (1897) nella chiesa di Santa Clementina a Benevento.
- Padiglione del Sannio per l'esposizione di igiene in Napoli riproducente sui quattro lati l'Arco di Traiano.
- Cappelle della Società Operaia e del SS. Sacramento al cimitero di Benevento in stile neogotico.
- Villino di sua proprietà in Piazza Castello in stile eclettico.
- Lavori di restauro alla Rocca dei Rettori a Benevento e coevo allestimento del primo nucleo del Museo del Sannio - 1893
- Lavori di restauro alla chiesa di S.Sofia a Benevento.
- Cappella Meomartini nel cimitero di Colle Sannita (1893)
- Progetto (irrealizzato ed elaborato gratuitamente) per l'ampliamento e il restauro del Convitto Nazionale Giannone a Benevento.
- Fontana pubblica Sant'Elia a Reino (Benevento).
- Municipio di Ceppaloni (Benevento) - 1887.
- Fontana pubblica a Ceppaloni (Benevento) - 1899
- Cappella Meomartini nel cimitero di Benevento in stile eclettico-moresco
- Altare maggiore (distrutto dai bombardamenti del 1943) nel duomo cittadino di Benevento - 1904
- Completamento del Palazzo del Governo di Benevento. 1910
- Torre dell'orologio a Fragneto l'Abate (Benevento) - 1911.
- Piano particolareggiato esecutivo per la sistemazione di Via XX Settembre a Fragneto Monforte -1911
- Progetto (elaborato gratuitamente) di rifacimento della piazza principale (Piazza G,Flora) di Colle Sannita
- Progetto (elaborato gratuitamente) per la costruzione dell'Edificio Scolastico di Colle Sannita in Via Pasquale Meomartini
- Chiesa di San Paolo e attiguo Istituto Pascucci a Dentecane, frazione di Pietradefusi, in provincia di Avellino.

## Attività politica
Attivamente dedito al progresso culturale e urbano della sua città, Meomartini fu Consigliere Comunale di Benevento dal 1880 e Consigliere Provinciale nel 1882, ma la sua attività fu sempre locale poiché rifuggì da alti incarichi politici che pure avrebbe potuto facilmente ottenere, tant'è che nel 1914 confidò all'amico Antonio Iamalio: Se io avessi saputo lavorare di schiena e d'insidie come tanti rettili di questo mondo, che strisciando scalzano e s'innalzano sulle rovine altrui hif! Da quanto tempo sarei deputato al Parlamento italiano! Del resto quando vedo in che basso loco è precipitato il parlamentarismo, la mia ambizione rientrata se ne conforta e non rimpiango punto il perduto medaglino.
Ciononostante egli diede comunque valido contributo nell'amministrazione locale dapprima come consigliere provinciale (subentrando allo zio Gennaro Meomartini), poi come membro del Consiglio provinciale sanitario nel triennio 1907-1909, e infine distinguendosi in veste di Presidente della Deputazione Provinciale di Benevento dal 1910 al 1923 - durante la presidenza della Giunta di Leonardo Bianchi - organizzando e coordinando, in questo periodo, l'ultimazione dei lavori al Palazzo del Governo ed il trasferimento in tale edificio degli uffici prima ubicati nel convento di San Nicola dei Padri Scolpi in Via Bartolomeo Camerario. Curò inoltre i solenni festeggiamenti per il cinquantesimo anniversario della Provincia di Benevento nel 1911 quando, tra l'altro, dettò il testo della lapide in onore di Garibaldi e accolse in città l'onorevole Luigi Credaro, ministro della Pubblica Istruzione.
Nel 1910 animò inoltre una vibrante protesta presso la sede dell'Associazione Agricoltori contro gli imminenti lavori ferroviari di collegamento tra le stazioni di Benevento Appia e Benevento Centrale i cui binari, dalla zona di Santa Clementina avrebbero dovuto raggiungere Piazza Vittoria Colonna attraverso un cavalcavia sul Viale Principe di Napoli deturpando però le aree di San Cosimo, Cellarulo e del Viale San Lorenzo, nonché distruggendo le preesistenze archeologiche dei Santi Quaranta.  Meomartini, pertanto, propose pubblicamente un percorso meno invasivo, tecnicamente più valido ed economicamente vantaggioso che – dopo la visita in città degli ispettori ferroviari - venne approvato e realizzato consentendo l'inizio del regolare esercizio della tratta ferroviaria Cancello-Benevento nel 1913.
Nominato Presidente della Giunta Provinciale di Benevento, restò in carica dall'8 agosto 1910 al 9 febbraio 1923, dimettendosi agli albori del fascismo per contrasti ideologici, sia pure adducendo ufficialmente motivi di salute.
Almerico Meomartini ricoprì anche altri incarichi politici nel natio comune di Reino (dove peraltro realizzò a proprie spese l'impianto idrico pubblico per la conduzione in paese delle acque della Fonte Sant'Elia come tuttora ricorda la lapide apposta sulla fontana principale), nonché  a Colle Sannita - ove pure la sua famiglia ebbe cospicue proprietà e dimora - dove elaborò gratuitamente il progetto di ristrutturazione della piazza principale e dell'edificio scolastico.
A Benevento fu membro della Commissione del credito agrario del Banco di Napoli, del Consiglio Sanitario Provinciale, del Comitato Forestale, della Commissione per le Imposte Dirette e della Commissione Provinciale di Beneficenza, Presidente della Giunta di Vigilanza dell'Istituto Tecnico, del Patronato Provinciale per orfani dei contadini morti in guerra e dell'Orfanotrofio Maschile Vittorio Emanuele III.

## Commemorazioni
- Nella città di Benevento gli è stata intitolata una strada negli anni Sessanta e, in tempi recenti, una sala del Museo del Sannio ove è esposto anche un suo busto bronzeo.
- Nel natio comune di Reino porta il suo nome la piazza principale ove si trova anche il palazzo di famiglia ove nacque e che è oggi sede del Municipio.
- Nel 2005 è stata pubblicata la biografia Almerico Meomartini architetto e archeologo opera di Pierfrancesco Rossi e del pronipote Andrea Jelardi
- L'amministrazione comunale di Reino nel 2023, a cento anni dalla scomparsa, gli ha dedicato una mostra fotografica e un convegno il 28 settembre.
- L'Archeoclub di Benevento gli ha dedicato un convegno, sempre in occasione del centenario, il 25 ottobre 2023 presso il Museo del Sannio

## Pubblicazioni
- Sulla bonificazione dei terreni: dissertazione di Almerico Meomartini alunno della r. Scuola d'applicazione per gl'ingegneri in Napoli per ottenere la laurea d'ingegnere, Napoli, Tip. R. Prete, 1875
- Strada di 2. serie n. 34 della tabella B annessa alla legge del 23 luglio 1881. Ministero dei lavori pubblici 1881 n. 333
- Agli onorevoli consiglieri provinciali di Benevento, 1882
- La battaglia di Benevento tra Manfredi e Carlo d'Angiò, Benevento, Tip. di Luigi De Martini e figlio, 1895
- Del cammino della Via Appia da Benevento al Ponte Appiano sul Calore, Benevento, Tip. L. De Martini e figlio 1896
- I monumenti e le opere d'arte della città di Benevento, Benevento, de Martini 1889 (più volte ristampato, 1890-1891-1892-1893-1895-1979-1985)
- La battaglia di Benevento tra Manfredi e Carlo d'Angiò, Benevento, Luigi de Martini e Figlio, 1895.
- Sulla interpretazione dell'art. 564 cod. civ., Napoli, stab. tipo-litografico A. Morano, 1896
- Il padiglione di Benevento all'Esposizione di Igiene in Napoli, Benevento, Tip.de Martini, 1900
- Benevento dalle origini sino al presente: sunto storico, proemio della guida di Benevento, Benevento, Tip. Giuseppe de Martini, 1901
- Scoperta archeologica nelle vicinanze del tempio di Iside in Benevento con: Orazio Marucchi, Luigi Savignoni, Roma, Tip. della R. Accademia dei Lincei, 1904
- Del cammino della via Appia verso Brindisi, nel territorio di Benevento, del sito di Nuceriola e degli scongiuri di S. Barbato, Benevento, ditta L. De Martini, 190
- Benevento, Istituto italiano di arti grafiche, Bergamo, 1909.
- Guida di Benevento e dintorni, Benevento, Tip. de Martini, 1910

## Onorificenze
(1892)
Medaglia d'Argento all'esposizione Nazionale di Architettura, Torino 1890